# Pseudomugil furcatus
Pseudomugil furcatus är en fiskart som beskrevs av Nichols, 1955. Pseudomugil furcatus ingår i släktet Pseudomugil och familjen Pseudomugilidae. IUCN kategoriserar arten globalt som livskraftig. Inga underarter finns listade i Catalogue of Life.